# Frank Ormond Soden
Frank Ormond Soden, kanadski letalski častnik, vojaški pilot in letalski as, * 3. november 1895, Petitcodiac, New Brunswick, † 12. februar 1961, London.
Stotnik Soden je v svoji vojaški službi dosegel 27 zračnih zmag.

## Življenjepis
Med prvo svetovno vojno je bil sprva pripadnik Kraljevega letalskega korpusa, nato pa Kraljevega vojnega letalstva.

## Odlikovanja
- Distinguished Flying Cross (DFC) s ploščico